# アレクサンドル・オボレンスキー
アレクサンドル・ミトロファノヴィチ・オボレンスキー（ロシア語: Александр Митрофанович Оболенский、ラテン文字表記の例：Aleksandr Mitrofanovich Obolenskii、1943年2月19日 - ）は、ソビエト連邦およびロシアの政治家、技師。オリョール出身。

## 経歴

### 生い立ちと初期の経歴
オリョール第6学校を卒業。同校で金メダルを授与されている。1960年オリョールの織物機械工場に入社し、見習いを経て旋盤工として勤務した。1961年レニングラード大学地質学部に入学する。1962年兵役に就き、1965年まで偵察兵として東ドイツで勤務した。1971年レニングラード鉱業大学を卒業し、鉱山技師・地質学者の学位を得る。
大学を卒業後、1993年まで20年以上に渡り北極地質学研究所コラ科学センターに勤務した。同センターでは実験助手、設計技師として勤務し、«МАМ-2»、«Аврора»など60以上の超長波、放射線実験装置の設計デザインを担当した。

### 人民代議員
1987年ムルマンスク州で最初の政治団体、ボランティア再組織支援協会（Добровольного общества содействия Перестройке、ДОСП）を結成した。
1989年から1992年まで北極地質学研究所設計技師のまま、ソ連人民代議員に選出された。
1992年北極地質学研究所に戻り、アパチートゥイで設計の仕事についたが、同一ポストに長くいたことを理由に解任されオリョールに戻った。
1993年公開合資会社総合情報センター「テレビラジオ・ヴォストーク」（オリョール、«Телерадиокорпорация Восток»）の創設に関わる。1993年から1994年まで編成局長を務め、1994年半ばから1996年後半まで同社の社長も兼ねた。1998年公職を引退した。
私生活では夫人との間に三人の子がいる。